# Eucelatoria fasciata
Eucelatoria fasciata là một loài ruồi trong họ Tachinidae.